# محوطه موشکان
محوطه موشکان مربوط به سده‌های اولیه دوران‌های تاریخی پس از اسلام است و در شهرستان چرداول، بخش مرکزی، روستای موشکان واقع شده و این اثر در تاریخ ۹ اردیبهشت ۱۳۸۲ با شمارهٔ ثبت ۸۴۸۲ به‌عنوان یکی از آثار ملی ایران به ثبت رسیده است.